# Tamás genovai herceg
Tamás Albert Viktor (olaszul: Tommaso Alberto Vittorio; Torino, Szárd–Piemont, 1854. február 6. – Torino, Olaszország, 1931. április 15.), Genova 2. hercege, egyúttal olasz admirális, és az ország altábornagya 1915 és 1919 között. 1861-től olasz királyi herceg is lett II. Viktor Emánuel olasz király unokaöccseként, az Olasz Királyság létrejöttétől. Előbb unokatestvére, egyben sógora, I. Umbertó, majd unokaöccse, III. Viktor Emánuel lettek az ország későbbi monarchái. A Savoya–Carignanói-ház genovai ágának elsőgenerációs tagja.

## Életrajza

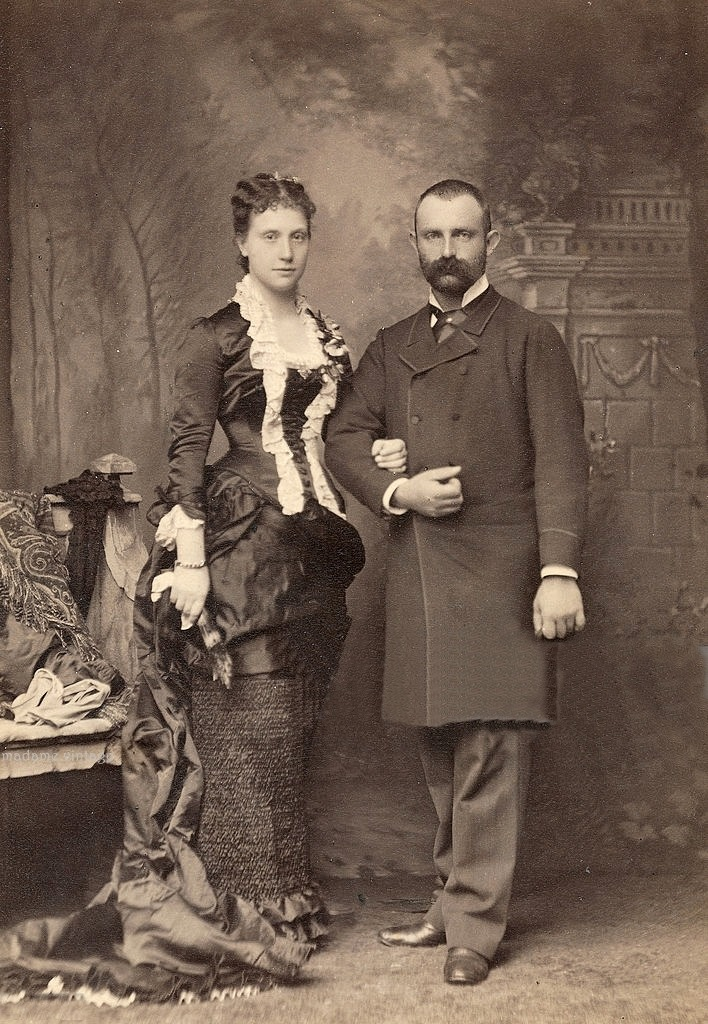
Genova hercege és hercegnéje, Tamás és hitvese, Izabella az 1880-as években

Tamás herceg Ferdinánd, Genova 1. hercegének második gyermekeként és első fiaként született 1854. február 6-án, Torinóban, a Szárd–Piemonti Királyságban. Apja Károly Albert szárd–piemonti király (trónjáról 1849-ben mondott le) és Ausztriai Mária Terézia királyné másodszülött fia volt. Tamás édesanyja, Erzsébet, I. János szász király és Bajorországi Amália Auguszta leánya volt. Alig egy évvel születését követően édesapja betegség következtében elhunyt, így genovai hercegi címét Tamás örökölte, mint Genova 2. hercege.
1861-ben Tamás nagybátyja, II. Viktor Emánuel Itália sikeres egyesítését követően az újonnan létrejött egységes Olasz Királyság uralkodója lett, amellyel a Savoyai-család minden tagja, így Tamás is megkapta az olasz királyi hercegi címet.
Az első világháború alatt unokaöccse, III. Viktor Emánuel király vette át a fegyveres erők főparancsnoki tisztségét, majd Genova hercegét az Olasz Királyság altábornagyává nevezte ki (olaszul: luogotenente). Tisztségével Tamás az ország polgári ügyeit irányította a világháború alatt a fronton tartózkodó király nevében. A tisztség kizárólag tiszteletbeli volt, nem járt a herceg tényleges hatalomgyakorlásával az ország felett, ugyanakkor az ebben az időszakban kiadott rendeleteket altábornagyi rendeleteknek nevezték, és a király aláírása helyett Tamásé szerepelt rajta. Még korábban, 1901-ben emelték admirálisi rendfokozatra.
A herceg egyetlen testvére, Margit hercegnő 1868-ban házasodott össze első-unokatestvérükkel, a később meggyilkolt I. Umbertó olasz királlyal. Ezzel unokatestvére, a király, egyben sóra is lett.
Tamás herceg végül 1931. április 15-én hunyt el szülővárosában, Torinóban, hetvenhét éves korában. Hat felnőtt gyermeke maradt, halálakor pedig ő volt Károly Albert szárd–piemonti király utolsó életben maradt unokája. Genovai hercegi címét legidősebb fia, Ferdinánd örökölte.

### Gyermekei
1883. április 14-én, Münchenben, a Nymphenburgi kastélyban házasodott össze Izabella bajor hercegnővel, Adalbert Vilmos bajor királyi herceg és Amália del Pilar spanyol infánsnő legidősebb leányával. Kapcsolatukból összesen hat gyermek született:
|    | Gyermeke                                  | Született          | Elhunyt             | Megjegyzés |
| -- | ----------------------------------------- | ------------------ | ------------------- | --- |
| 1. | Ferdinánd Umbertó Fülöp Albert herceg     | 1884. április 21.  | 1963. június 24.    | Apja halálát követően a Genova 3. hercege cím viselője. 1938-ban vette feleségül az olasz nemesasszonyt, Maria Luisa Alliaga Gandolfit, akitől nem születtek gyermekei.                         |
| 2. | Filibert Lajos Miksa Emánuel Mária herceg | 1895. március 10.  | 1990. szeptember 7. | Pistoia hercege, majd fivére halálát követően ő viselte a genovai hercegi címet. Lydia arenbergi hercegnővel való házasságából nem születtek gyermekei.                                         |
| 3. | Mária Bona Margit Albertina hercegnő      | 1896. augusztus 1. | 1971. február 2.    | Konrád bajor herceg, Lipót bajor királyi herceg fiának hitvese lett. Két gyermekük született.                                                                                                   |
| 4. | Albert Lipót Ilona József Mária herceg    | 1898. március 19.  | 1982. december 15.  | Bergamo hercege. Nem házasodott meg, nem születtek gyermekei. |
| 5. | Mária Adelhaid Viktória Amália hercegnő   | 1904. április 25.  | 1979. augusztus 2.  | 1935-ben házasodott össze harmad-unokatestvérével, Leone Massimo, Arsoli hercegével, akitől hat gyermeke származott.                                                                            |
| 6. | Jenő Alfonz Károly Mária József herceg    | 1906. március 13.  | 1996. december 8.   | Ancona hercege, majd ő viselte élete végéig a genovai hercegi címet. Feleségétől, II. Ferdinánd nápoly–szicíliai király dédunokájától, Lúcia nápoly–szicíliai hercegnőtől egy leánya született. |

## Forrás
1. ↑  Enache, Nicolas. La Descendance de Marie-Therese de Habsburg. ICC, Paris, 1996. p. 207. (French). ISBN 2-908003-04-X
2. ↑  Genealogisches Handbuch des Adels, Fürstliche Häuser XVI. "Haus Bayern". C.A. Starke Verlag, 2001, p. 13. ISBN 978-3-7980-0824-3.
3. ↑  Sul suo passaggio in Asia, v. A. CANDILIO, L. BRESSAN, SULTAN ABU BAKAR OF JOHORE'S VISIT TO THE ITALIAN KING AND THE POPE IN 1885, Journal of the Malaysian Branch of the Royal Asiatic Society, Vol. 73, No. 1 (278) (2000), p. 45.

| Tamás, Genova hercege Savoya–Carignanói-ház, genovai ág Született: 1854. február 6. Elhunyt: 1931. április 15. |                                                         |                     |
| |                                                         |                     |
| Előző Ferdinánd Mária                                                                                          | Genova 2. hercege 1855. február 10. – 1931. április 15. | Következő Ferdinánd |